# نکراسوف
نکراسوف یا مضحکه (به انگلیسی: Nekrassov) در هشت صحنه یک نمایشنامه درام طنز است که توسط ژان پل سارتر  نویسنده فرانسوی در سال ۱۹۵۵ میلادی نوشته شده است. 

## داستان
رویداد نکراسوف در پاریس ۱۹۵۰ میلادی رخ می‌دهد. داستان زندگی سیبیلو روزنامه نگار بدبخت  را بیان می‌کند که در روزنامه جناه راست فرانسه ، (Soir á Paris) کار می کند. کار او بیشتر نوشتن تبلیغات ضد کمونیستی است. نقطه عطف اصلی زندگی او زمانی است که او نمی تواند به هیچ ایده بزرگی برسد و رئیسش ، ژول پالوتین ، به او می گوید که اگر خبری پیدا نکند ، او را اخراج می کند.هنگامی دچار افسردگی می‌شود به شکل شانسی شخص بنام ژرژ دی والرا، که یک کلاهبردار بین المللی و تحت تعقیب، است به خانه او می آید. استعداد اصلی دی والرا در فن بیان اوست که همه اطرافیان را تحت تاثیر خود قرار می‌دهد. دی والرا به سیبیلوت می‌گوید اگر او را به پلیس تحویل ندهد داستانی دارد که می تواند حرفه روزنامه نگاریش را نجات دهد. پس از آن ما می توانیم نحوه تبدیل شدن ژرژ د والرا به نیکیتا نکراسوف - وزیر کشور فراری اتحاد جماهیر شوروی - و نحوه زندگی خودش را در سطح قهرمان ملی فرانسه است. 

## درون مایه

#### فلسفی
نمایشنامه در مکتب اگزیستانسیالیسم به نگارش درآمده و در بخش های گونان از متن شاهد بازتاب عقاید اگزیستانسیال سارتر هستیم. یکی از مشخص ترین آنها از اولین دیالوگ های کاراکتر «ژرژ دو واله را» است که میگوید:«من فرزند کارهای خودم هستم.»

#### اجتماعی
داستان حول محور دو گروه کمونیست و مخالفان آنها میگردد و شاهد خرده بورژوازی ای هستیم که مرتبا درحال ارائه اخبار و مطالبی علیه کمونیسم است تا مردم فرانسه را وحشت زده از خطر سرخ نگه دارد. 

## شخصیت ها
«ژرژ دو واله را» / «نکراسوف»: کلاهبردار شناخته شده ی فرانسوی که سالهاست دستگیر نشده و در طول داستان دارای هویت دوم با عنوان «نکراسوف» میشود.
سیبلو: نویسنده روزنامه ای که صفحه مخصوص ضد کمونیسم را مینویسد.
ژول پالوتن: سردبیر روزنامه ی «شب بخیر پاریس» که سعی در چاپ خاطرات نکراسوف جعلی دارد.
ورونیک: دختر شخصیت سیبلو که برخلاف پدرش کمونیست است.
گوبله: بازرس اداره پلیس که مدتهاست بدنبال دستگیری «ژرژ دو واله را» است.

## ترجمه
این اثر توسط انتشارات پارسه و با ترجمه قاسم صنعوی در ایران به چاپ رسیده است.

## اقتباس
درسال ۱۳۸۲یک تله تئاتر به کارگردانی محمد رحمانیان و با بازی فرهاد آئیش، احمد آقالو، علی عمرانی، ثریا قاسمی و هومن برق نورد براساس این نمایشنامه از شبکه چهار صدا و سیما پخش شد. و هم اکنون نیز در وبسایت https://www.telewebion.com/ قابل دسترسی است.